# Jyske Ås
Jyske Ås är en ås i Hjørrings kommun i Region Nordjylland i Danmark. Jyske Ås ligger på ön Vendsyssel-Thy. I åsen ingår bland annat skogsområdena Dronninglund Storskov med den högsta punkten på Jyske Ås, Knøsen 136 meter över havet, Allerup Bakker, Pajhede Skov och kullen Søhedens Bakke.